# Anserall
Anserall – miejscowość w Hiszpanii, w Katalonii, w prowincji Lleida, w comarce Alt Urgell, w gminie Les Valls de Valira.
Według danych INE z 2005 roku miejscowość zamieszkiwało 95 osób.

## Geografia
(wysokość 725 m.) Miasteczko należące administracyjnie do powiatu Alt Urgell; siedziba rady miejskiej Les Valls de Valira. Miasteczko jest usytuowane na prawym brzegu rzeki Valira, po przeciwnej stronie trasy z Seo de Urgel do Andory. Około 300 m w kierunku północnym od miasteczka położona jest dzielnica zwana el Monestir, z romańskim kościołem należącym do starego i w przeszłości bardzo ważnego opactwa Sant Sadurní (Sw. Saturnin) z Tavèrnoles, którego pozostałości służą miasteczku za kościół parafialny.
Historyczne krańce miasteczka rozciągają się ku obu końcom doliny rzeki Valira (Vall del Valira) z wąwozami mającymi swój początek w Cortingles i Anserall (lub d’Estelareny). Teren jest bardzo górzysty, z wyjątkiem ograniczonej przestrzeni w bezpośrednim sąsiedztwie rzeki. Górna strefa Poniente obfituje w lasy sosnowe a w pozostałej części występują dęby, w tym ostrolistne. W sąsiedztwie rzek i gospodarstw rozciągają się łąki i pastwiska służące hodowli bydła, która jest najważniejszym źródłem dochodów. Na wilgotnych glebach uzyskanych za pomocą kanałów irygacyjnych uprawia się ziemniaki, jarzyny i drzewa owocowe. Na glebach suchych winorośle, ziemniaki i zboża pokrywają górzyste zbocza. Ziemia uprawna rozciąga się na dużej przestrzeni i jest używana w wysokim stopniu przez właścicieli; las stanowi w dużej części wspólną własność. W pobliżu Valira mieści się elektrownia. Lokalne święto przypada na pierwszą niedzielę września. W dzień Świętego Saturnina (29 listopada) wypada mniejsze święto, “l’Olla de Sant Serni”.